# Making Mirrors
Albums de Gotye
Mixed Blood
(2007)
Singles
1. Eyes Wide Open
Sortie : 12 octobre 2010
2. Somebody That I Used to Know
Sortie : 5 juillet 2011
3. I Feel Better
Sortie : 24 octobre 2011
4. Easy Way Out
Sortie : 27 février 2012

Making Mirrors est le 3e album studio du chanteur Gotye sorti le 19 août 2011 en Australie. L'album s'est vendu au niveau international à la suite du tube planétaire Somebody That I Used to Know, 2e single extrait de cet album. En Pologne, l'album est certifié disque de platine.

## Liste des pistes
| No  | Titre | Durée |
| --- | --- | ----- |
| 1.  | Making Mirrors                                                                                               | 1:01  |
| 2.  | Easy Way Out                                                                                                 | 1:57  |
| 3.  | Somebody That I Used to Know (featuring Kimbra)                                                              | 4:04  |
| 4.  | Eyes Wide Open                                                                                               | 3:11  |
| 5.  | Smoke and Mirrors                                                                                            | 5:13  |
| 6.  | I Feel Better                                                                                                | 3:18  |
| 7.  | In Your Light                                                                                                | 4:39  |
| 8.  | State of the Art                                                                                             | 5:22  |
| 9.  | Don't Worry, We'll Be Watching You                                                                           | 3:18  |
| 10. | Giving Me a Chance                                                                                           | 3:07  |
| 11. | Save Me | 3:53  |
| 12. | Bronte | 3:18  |
| 13. | Dig Your Own Hole (iTunes bonus track; bonus download from bandtag.com.au as part of the limited edition CD) | 4:23  |
| 14. | Somebody That I Used to Know – Faux Pas Remix (iTunes pre-order bonus track)                                 | 3:59  |
| 15. | Showdown Below My Sombrero (CD/DVD pre-order bonus track)                                                    | 2:30  |

| 1. | The Making of Eyes Wide Open (documentary)                    | 8:01  |
| 2. | Making Making Mirrors (documentary)                           | 10:03 |
| 3. | Eyes Wide Open (music video)                                  | 3:18  |
| 4. | Somebody That I Used to Know (featuring Kimbra) (music video) | 4:03  |
| 5. | State of the Art (music video)                                | 5:18  |
| 6. | Bronte (music video)                                          | 3:14  |

## Classements et certifications
| Classement (2011–12)                    | Meilleure position |
| --------------------------------------- | ------------------ |
| Australie Classement album              | 1                  |
| Autriche Classement album               | 6                  |
| Belgique Classement album (Flandre)     | 3                  |
| Belgique Classement album (Wallonie)    | 6                  |
| Canada Classement album                 | 5                  |
| Croatie Classement album international  | 16                 |
| République tchèque Classement album     | 29                 |
| Danemark Classement album IFPI          | 7                  |
| Pays-Bas Classement album               | 5                  |
| France Classement album SNEP            | 4                  |
| Allemagne Classement album              | 3                  |
| Grèce Classement album IFPI             | 1                  |
| Irlande Classement album                | 7                  |
| Italie Classement album                 | 5                  |
| Mexique Classement album                | 50                 |
| Nouvelle-Zélande Classement album       | 8                  |
| Norvège Classement album                | 1                  |
| Pologne Classement album                | 1                  |
| Écosse Classement album                 | 5                  |
| Suisse Classement album                 | 10                 |
| Royaume-Uni Classement album            | 4                  |
| États-Unis Billboard 200                | 6                  |
| États-Unis Classement album rock        | 2                  |
| États-Unis Classement album alternative | 1                  |

| Pays        | Certifications |
| ----------- | -------------- |
| Australie   | 3 × Platine    |
| Autriche    | Or             |
| Belgique    | Platine        |
| Canada      | Or             |
| Danemark    | Or             |
| France      | Platine        |
| Allemagne   | Or             |
| Italie      | Or             |
| Pologne     | 2 × Platine    |
| Royaume-Uni | Or             |

| Classement (2011)                   | Position |
| ----------------------------------- | -------- |
| Australie Classement album          | 4        |
| Belgique Classement album (Flandre) | 10       |
| Pays-Bas Classement album           | 43       |